# Laranda annulata
Laranda annulata är en ringmaskart som beskrevs av Ehlers 1908. Laranda annulata ingår i släktet Laranda och familjen Oenonidae. Inga underarter finns listade i Catalogue of Life.